# Cerapachys superatus
Cerapachys superatus är en myrart som beskrevs av Wilson 1959. Cerapachys superatus ingår i släktet Cerapachys och familjen myror. Inga underarter finns listade i Catalogue of Life.